# Samsung Galaxy Note Fan Edition
Samsung Galaxy Note Fan Edition (Samsung Galaxy Note FE) — версия смартфона Samsung Galaxy Note 7, отличающаяся от него отсутствием логотипа под разговорным динамиком. Смартфон представлен в 2017-году.
Samsung приняла решение восстановить большое количество возвращённых аппаратов. Используя компоненты из Galaxy Note 7, Samsung смогла уменьшить число промышленных отходов и получить материалы для применения в других продуктах.
За время сбора и переработки возвращённых смартфонов Samsung продолжала разрабатывать другие модели, особенно флагманскую серию Galaxy S. В результате рассматриваемый аппарат получил два заметных изменения по сравнению со стандартным Galaxy Note 7. Данный телефон не взрывается, как его предыдущая версия: Samsung Galaxy Note 7. 

## Дизайн
Note Fan Edition обладает тем же внешним видом и теми же размерами, что и предшественник. Единственным внешним отличием является отсутствие логотипа Samsung под сеткой динамика, так же название находится сзади. Смартфон имеет стекло Gorilla Glass 5, как спереди, так и сзади. Поддерживается стандарт IP68, устройство может находиться в воде на глубине полтора метра до получаса.